# Biografielijst Ty

## Tyc
- Natalie Tychmini (floreerde in de eerste helft 20ste eeuw), Russische militair

## yd
- Map Tydeman (1913-2008), Nederlands politicus
- Meinard Tydeman (1827-1906), Nederlands advocaat en politicus
- Meinard Tydeman (1854-1916), Nederlands politicus
- Hans Tyderle (1926), Duits tekenaar en kunstschilder

## Tye
- Christopher Tye (ca. 1505-ca. 1573), Engels componist

## Tyf
- Dennis Tyfus (1979), Belgisch kunstenaar en muzikant; pseudoniem van Dennis Faes

## Tyk
- Tom Tykwer (1965), Duits filmregisseur en filmproducent

## Tyl
- Josef Kajetán Tyl (1808-1856), Tsjechisch toneelschrijver
- Albert Tyler (1872-1945), Amerikaans polsstokhoogspringer
- Anne Tyler (1941), Amerikaans schrijfster
- Bonnie Tyler (1951), Welsh zangeres
- Cory Tyler (1973), Amerikaans acteur en danser
- James Michael Tyler (1962-2021), Amerikaans acteur
- John Tyler (1790-1862), 10de President van de Verenigde Staten (1841-1845)
- Julia Tyler (1820-1889), Amerikaans first lady
- Letitia Tyler (1790-1842), Amerikaans first lady
- Liv Tyler (1977), Amerikaans actrice
- Priscilla Tyler (1816-1889), Amerikaans first lady
- Steven Tyler (1948), Amerikaans zanger
- Wat Tyler (1341-1381), leider van de Engelse boerenopstand in 1381
- Jacek Tylicki (1951), Pools-Amerikaans kunstenaar
- Hunter Tylo (1962), Amerikaans actrice
- Edward Burnett Tylor (1832-1917), Engels antropoloog

## Tym
- Mark Tymchyshyn (1957), Amerikaans acteur
- Stanisław Tymiński (1948), Pools-Canadeel politicus en zakenman
- Joelija Tymosjenko (1960), Oekraïens ondernemer en politica (o.a. premier)
- Anatoli Tymosjtsjoek (1979), Oekraïens voetballer

## Tyn
- William Tyndale (1494-1536), Engels theoloog, priester en bijbelvertaler
- John Tyndall (1820-1893), Iers natuurkundige
- McCoy Tyner (1938), Amerikaans jazzpianist

## Typ
- Typhoon (1984), Nederlands rapper (Glenn de Randamie)

## Tyr
- Tyrimmas van Macedonië (????), derde koning van Macedonië
- Tyrtaeus (????), Grieks dichter

## Tys
- Tamara Tysjkevitsj (1931-1997), Sovjet-Russisch atlete
- Hunter Tyson (2000), Amerikaans basketballer
- Mike Tyson (1966), Amerikaans bokser
- Neil deGrasse Tyson (1958), Amerikaans astrofysicus
- Erik Tysse (1980), Noors atleet

## Tyt
- Edgard Tytgat (1879-1957), Belgisch kunstschilder en graficus
- Jan Tytgat (1963), Belgisch toxicoloog

## Tyu
- Wyomia Tyus (1945), Amerikaans atlete